# Figuranții
Figuranții este un film românesc din 1987 regizat de Malvina Urșianu. Rolurile principale au fost interpretate de actorii Mariana Buruiană, Gina Patrichi și Gheorghe Dinică.

## Distribuție
Distribuția filmului este alcătuită din:
- Mariana Buruiană — Leonora Bengescu, fiica vitregă a Zazei, studentă la Conservator
- Gina Patrichi — boieroaica văduvă Zaza Bengescu, fostă artistă
- Gheorghe Dinică — majordomul Matei, servitor al familiei Bengescu
- George Constantin — moșierul Costi Bengescu, cumnatul Zazei
- Stela Popescu — fosta artistă Zaraza Lopez, prietena Zazei
- Daniel Tomescu — Victor, tânărul electrician cu patru clase la bază
- Valeriu Paraschiv — Iustin Bostaca, secretar de partid (menționat Val Paraschiv)
- Maria Rotaru — soția lui Costi
- Emilia Dobrin — cumnata Zazei și a lui Costi, văduva fratelui mai mic al lui Costi (menționată Emilia Dobrin Besoiu)
- Sanda Toma — Ecaterina (Cati) Staicovici, cosmeticiană văduvă care face trafic de aur și ijuterii
- Gilda Marinescu — doamna cu evantai de la filmări
- Simona Bondoc — soția profesorului universitar, mătușa Leonorei
- Ioana Ciomîrtan — soția diplomatului Grigore Șerban
- Wilhelmina Câta
- Anda Caropol — membră a comisiei de selecție a distribuției filmului
- Corneliu Revent — tov. Colea, șeful serviciului de cadre al Conservatorului
- Geo Saizescu — Teodor „Bobby” Davidescu, fiul boieroaicei Davidescu
- Eusebiu Ștefănescu — regizorul filmului
- Viorel Comănici — Petre, asistentul de regie
- Ion Niciu — generalul Toma, unchiul ramolit al Leonorei
- Teodor Danetti — Grigore Șerban, unchiul Leonorei, fost diplomat (menționat Theodor Danetti)
- Jean Lorin Florescu — majordomul Jean, valetul fostului diplomat
- Constantin Bărbulescu — George („Jorj”), rudă a familiei Bengescu
- Dan Mizrahy — pianistul
- Ștefan Hagimă
- Andrei Ionescu
- Zephi Alșec — dl. Edi, prieten vechi al Zazei
- Ion Roxin — Flo, moșierul grizonat
- Nicolae Ivănescu
- Nicolae Praida — președintele Cooperativei Avîntul, Secția Pungi
- Elizeu Simulescu
- Lucia Mureșan — boieroaică blondă, rudă a familiei Bengescu
- Julieta Strâmbeanu — doamna Bratu, proprietara locuinței închiriate de Zaza (menționată Julietta Strîmbeanu Weigel)
- Migri Avram Nicolau
- Valeria Rădulescu — soprana
- Dana Felicia Simion — fetița Leonora Bengescu, fiica vitregă a Zazei (nemenționată)
- Andrei Finți — maiorul german Willi Schmidt (nemenționat)
- George Alexandru — student la Conservator, figurant (nemenționat)
- Oana Ștefănescu (nemenționată)
- Valentin Teodosiu — activist comunist cu probleme culturale (nemenționat)
- Gheorghe Șimonca — fost moșier, figurant deghizat în turc (nemenționat)
- Florin Tănase — activist comunist, asistent al secretarului de partid (nemenționat)
- Mihai Gruia Sandu — funcționar la Teatrul Muncitoresc (nemenționat)

## Primire
Filmul a fost vizionat de 1.318.687 de spectatori în cinematografele din România, după cum atestă o situație a numărului de spectatori înregistrat de filmele românești de la data premierei și până la data de 31 decembrie 2014 alcătuită de Centrul Național al Cinematografiei.